# Jarinko Chie (film)
Jarinko Chie (じゃりン子チエ?) è un film d'animazione giapponese del 1981 co-scritto e diretto da Isao Takahata, basato sul manga La monella Chie di Etsumi Haruki. Il film si svolge nei quartieri poveri di Osaka, dove una bambina di nome Chie, scaltra e furba, si muove in un mondo in cui la gente passa il tempo bevendo, giocando d'azzardo e facendo a botte. Il film è stato prodotto dalla Toho. Dopo il successo del film, Takahata è stato il regista principale di una serie televisive anime basata sempre sullo stesso manga.

## Trama
Conosciuta come "la bambina più sfortunata del Giappone", Chie, dieci anni, è incaricata di aiutare il padre, un problematico giocatore d'azzardo disoccupato, a gestire una piccola taverna a Osaka. Chie esce di nascosto per andare a trovare la madre, che ha da poco lasciato lei e il padre. Chie escogita un modo per riunire i due, ma prima cerca di capire come trovare un vero lavoro al padre.

## Produzione
Il film è stato prodotto dalla Toho e animato dalla Tokyo Movie Shinsha, mentre l'animazione di supporto è stata realizzata dalla Oh! Production. Durante un'intervista per il film, a Takahata fu chiesto: "Dopo aver prodotto un classico come Heidi, come puoi ora fare un film su una ragazza che cucina frattaglie nel quartiere dei barboni di Osaka?". Il giornalista che glielo chiedeva era Toshio Suzuki, che sarebbe poi diventato presidente dello Studio Ghibli, lavorando con i colleghi di lunga data Takahata e Hayao Miyazaki.

## Accoglienza
Justin Sevakis di Anime News Network ha espresso perplessità sul motivo per cui il film è stato ignorato dalla comunità degli anime per lungo tempo. Pur non essendo visivamente straordinario come altri film di Takahata, era affascinante, estremamente ben realizzato e rappresentava distintamente lo stile del regista. Sevakis ha concluso che il film meritava sicuramente di essere visto.